# Crusio (ijssalon)
IJssalon Crusio is een ijssalon in het centrum van Bergen op Zoom.
Het familiebedrijf, dat ijs maakt volgens een geheim familierecept, werd in 1915 opgericht door Willem Crusio, en wordt inmiddels gerund door de vierde generatie.
De ijssalon wordt momenteel beheerd door Coen Crusio en zijn partner Kiona Malinka. Een jaarlijks terugkerend marketingevenement is de actie "Lente IJs", waar gedurende enkele uren gratis ijs met een lente-geïnspireerde smaak (zoals rozenblaadjes) wordt uitgedeeld.

## Bekroningen
IJssalon Crusio is meermaals bekroond voor zijn ijs-creaties:
- In 1981 won Gerard Crusio de eerste plaats in de nationale ijs-competitie op de jaarlijkse Horecava vakbeurs.[4]
- Op de "IJsVak 2012", werd "De Gouden IJscreatie 2012" gewonnen door Kiona Malinka (partner van Coen Crusio) voor haar creatie "Olijfje",[5][6] een combinatie van citroen- en vanille-ijs met ijs gemaakt van Provençaalse zwarte olijven.[7]
- Bovendien won Malinka de "Passie Award 2012".[8]
- De salon bereikte eveneens in 2012 de tweede prijs in een nationale koffietest georganiseerd door het Algemeen Dagblad.[9][10]